# Lijst van rijksmonumenten in Zuid-Beijerland
De plaats Zuid-Beijerland telt 11 inschrijvingen in het rijksmonumentenregister. Hieronder een overzicht.
| Object                                                                                                   | Oorspronkelijke functie?  | Bouwjaar               | Architect | Locatie             | Coördinaten?                  | Nr.?   | Afbeelding                                                         |
| --- | ------------------------- | ---------------------- | --------- | ------------------- | ----------------------------- | ------ | ------------------------------------------------------------------ |
| Hoeve Dorpzigt                                                                                           | Boerderij                 | midden 19e eeuw        |           | Dorpsstraat 84      | 51° 45' 1" NB, 4° 22' 6" OL   | 41069  | Meer afbeeldingen                                                  |
| Hoeve Bouwlust                                                                                           | Boerderij                 | 18e eeuw               |           | Molendijk 2         | 51° 45' 6" NB, 4° 21' 39" OL  | 41070  | Meer afbeeldingen                                                  |
| Landzicht                                                                                                | Industrie- en poldermolen | 1857 / 1992 (herbouwd) |           | Molendijk 19        | 51° 45' 6" NB, 4° 21' 30" OL  | 41071  | Meer afbeeldingen                                                  |
| De Eendragt                                                                                              | Boerderij                 |                        |           | Nieuwendijk 8       | 51° 45' 12" NB, 4° 19' 35" OL | 41072  | Meer afbeeldingen                                                  |
| Duiker met gebeeldhouwde Wapensteen                                                                      | Waterkering en -doorlaat  | 1770                   |           | Hitsersekade bij 20 | 51° 44' 17" NB, 4° 21' 57" OL | 41073  | Upload foto                                                        |
| Lichtbaken behoort bij het complex van twee lichtbakens op de dijk                                       | Kust- en oevermarkering   | 1900                   |           | Nieuwendijk bij 1   | 51° 45' 17" NB, 4° 19' 2" OL  | 525364 | Lichtbaken behoort bij het complex van twee lichtbakens op de dijk |
| Lichtbaken behoort bij het complex van twee lichtbakens op de dijk die parallel loopt aan de Nieuwendijk | Kust- en oevermarkering   | 1900                   |           | Nieuwendijk bij 1   | 51° 45' 17" NB, 4° 19' 2" OL  | 525365 | Upload foto                                                        |
| Boerderijcomplex: woonhuis                                                                               | Woonhuis                  | 1850-1875              |           | Molendijk 8         | 51° 45' 16" NB, 4° 21' 35" OL | 525367 | Boerderijcomplex: woonhuis                                         |
| Boerderijcomplex: stal                                                                                   | Boerderij                 | 1850-1875              |           | Molendijk 8         | 51° 45' 16" NB, 4° 21' 35" OL | 525368 | Boerderijcomplex: stal                                             |
| Kalverstal                                                                                               | Boerderij                 | 1850-1875              |           | Molendijk 8         | 51° 45' 16" NB, 4° 21' 35" OL | 525369 | Upload foto                                                        |
| Schuur                                                                                                   | Boerderij                 | 1850-1875              |           | Molendijk 8         | 51° 45' 16" NB, 4° 21' 35" OL | 525370 | Upload foto                                                        |